# Ampeh (Syamtalira Aron)
Ampeh is een bestuurslaag in het regentschap Aceh Utara van de provincie Atjeh, Indonesië. Ampeh telt 502 inwoners (volkstelling 2010).